# Nidorellia armata
Nidorellia armata is een zeester uit de familie Oreasteridae.
De wetenschappelijke naam van de soort werd in 1840 gepubliceerd door John Edward Gray.